# Copa de Campeones de la Concacaf 2004
La Copa de Campeones de la Concacaf 2004 (en inglés: CONCACAF Champions' Cup), fue la 39.ª edición de la competición a nivel de clubes del área.
Esta edición se destacó por ser la primera y única final de Concacaf disputada entre 2 clubes de Costa Rica, la Liga Deportiva Alajuelense y el Deportivo Saprissa los cuales comparten la rivalidad más grande del fútbol costarricense donde disputan “El clásico”. El Alajuelense se proclamó campeón tras derrotar con un global de 5-1 al Saprissa. De esta manera el club de Alajuela logró levantar su segunda Liga de Campeones de la Concacaf. La polémica de esta edición se dio debido a que el campeón iba a disputar el primer Mundial de Clubes sin embargo esto no sucedió así ya que el torneo fue cancelado debido al colapso de un patrocinador de la FIFA, dificultades de calendario y problemas de derechos de transmisión televisiva.

## Sistema de competición
En la fase eliminatoria, los equipos juegan uno contra el otro en dos partidos, uno en casa y otro como visitante. El club que consiga más goles en la serie avanza a la siguiente etapa. En caso de que no hubiese ganador en el período regular, se realiza una prórroga de 30 minutos, y si no hay ganador se realiza tiros desde el punto penal.

## Equipos participantes
| País                         | Equipo                                         | Vía de clasificación |
| ---------------------------- | ---------------------------------------------- | --- |
| México 2 cupos               | C. F. Monterrey C. F. Pachuca                  | Campeón del Torneo Clausura 2003 Campeón del Torneo Apertura 2003                                                                   |
| Estados Unidos 2 cupos       | San Jose Earthquakes Chicago Fire              | Campeón de la MLS Cup 2003 Subcampeón de la MLS Cup 2003                                                                            |
| Zona centroamericana 3 cupos | Deportivo Saprissa L. D. Alajuelense C. D. FAS | Campeón de la Copa Interclubes UNCAF 2003 3.° puesto de la Copa Interclubes UNCAF 2003 5.° puesto de la Copa Interclubes UNCAF 2003 |
| Zona caribeña 1 cupo         | San Juan Jabloteh                              | Campeón del Campeonato de Clubes de la CFU 2003                                                                                     |

## Fase eliminatoria

### Cuadro de desarrollo
|  | Cuartos de final                                       | Cuartos de final                                       | Cuartos de final                                       | Cuartos de final                                       |   |              | Semifinales                                            | Semifinales                                            | Semifinales                                            | Semifinales                                            |  |             | Final                                               | Final                                               | Final                                               | Final                                               |  |
|  | 17 de marzo de 2004 (ida) 24 de marzo de 2004 (vuelta) | 17 de marzo de 2004 (ida) 24 de marzo de 2004 (vuelta) | 17 de marzo de 2004 (ida) 24 de marzo de 2004 (vuelta) | 17 de marzo de 2004 (ida) 24 de marzo de 2004 (vuelta) |   |              | 14 de abril de 2004 (ida) 21 de abril de 2004 (vuelta) | 14 de abril de 2004 (ida) 21 de abril de 2004 (vuelta) | 14 de abril de 2004 (ida) 21 de abril de 2004 (vuelta) | 14 de abril de 2004 (ida) 21 de abril de 2004 (vuelta) |  |             | 5 de mayo de 2004 (ida) 12 de mayo de 2004 (vuelta) | 5 de mayo de 2004 (ida) 12 de mayo de 2004 (vuelta) | 5 de mayo de 2004 (ida) 12 de mayo de 2004 (vuelta) | 5 de mayo de 2004 (ida) 12 de mayo de 2004 (vuelta) |  |
|  |                                                        |                                                        |                                                        |                                                        |   |              |                                                        |                                                        |                                                        |                                                        |  |             |                                                     |                                                     |                                                     |                                                     |  |
|  |                                                        |                                                        |                                                        |                                                        |   |              |                                                        |                                                        |                                                        |                                                        |  |             |                                                     |                                                     |                                                     |                                                     |  |
|  | Monterrey                                              | 0                                                      | 4                                                      | 4                                                      |   |              |                                                        |                                                        |                                                        |                                                        |  |             |                                                     |                                                     |                                                     |                                                     |  |
|  | Monterrey                                              | 0                                                      | 4                                                      | 4                                                      |   |              |                                                        |                                                        |                                                        |                                                        |  |             |                                                     |                                                     |                                                     |                                                     |  |
|  | FAS                                                    | 0                                                      | 1                                                      | 1                                                      |   |              |                                                        |                                                        |                                                        |                                                        |  |             |                                                     |                                                     |                                                     |                                                     |  |
|  | FAS                                                    | 0                                                      | 1                                                      | 1                                                      |   | Monterrey    | 0                                                      | 1                                                      | 1                                                      |                                                        |  |             |                                                     |                                                     |                                                     |                                                     |  |
|  |                                                        |                                                        |                                                        |                                                        |   | Monterrey    | 0                                                      | 1                                                      | 1                                                      |                                                        |  |             |                                                     |                                                     |                                                     |                                                     |  |
|  |                                                        |                                                        | Alajuelense (pró.)                                     | 1                                                      | 1 | 2            |                                                        |                                                        |                                                        |                                                        |  |             |                                                     |                                                     |                                                     |                                                     |  |
|  | San Jose Earthquakes                                   | 0                                                      | Alajuelense (pró.)                                     | 1                                                      | 1 | 2            | 1                                                      | 1                                                      |                                                        |                                                        |  |             |                                                     |                                                     |                                                     |                                                     |  |
|  | San Jose Earthquakes                                   | 0                                                      |                                                        |                                                        |   |              |                                                        |                                                        |                                                        |                                                        |  |             |                                                     |                                                     |                                                     |                                                     |  |
|  | Alajuelense                                            | 3                                                      | 0                                                      | 3                                                      |   |              |                                                        |                                                        |                                                        |                                                        |  |             |                                                     |                                                     |                                                     |                                                     |  |
|  | Alajuelense                                            | 3                                                      | 0                                                      | 3                                                      |   |              |                                                        |                                                        |                                                        |                                                        |  | Alajuelense | 1                                                   | 4                                                   | 5                                                   |                                                     |  |
|  |                                                        |                                                        |                                                        |                                                        |   |              |                                                        |                                                        |                                                        |                                                        |  | Alajuelense | 1                                                   | 4                                                   | 5                                                   |                                                     |  |
|  |                                                        |                                                        | Saprissa                                               | 1                                                      | 0 | 1            |                                                        |                                                        |                                                        |                                                        |  |             |                                                     |                                                     |                                                     |                                                     |  |
|  | Chicago Fire                                           | 2                                                      | Saprissa                                               | 1                                                      | 0 | 1            | 4                                                      | 6                                                      |                                                        |                                                        |  |             |                                                     |                                                     |                                                     |                                                     |  |
|  | Chicago Fire                                           | 2                                                      |                                                        |                                                        |   |              |                                                        |                                                        |                                                        |                                                        |  |             |                                                     |                                                     |                                                     |                                                     |  |
|  | San Juan Jabloteh                                      | 5                                                      | 0                                                      | 5                                                      |   |              |                                                        |                                                        |                                                        |                                                        |  |             |                                                     |                                                     |                                                     |                                                     |  |
|  | San Juan Jabloteh                                      | 5                                                      | 0                                                      | 5                                                      |   | Chicago Fire | 0                                                      | 2                                                      | 2                                                      |                                                        |  |             |                                                     |                                                     |                                                     |                                                     |  |
|  |                                                        |                                                        |                                                        |                                                        |   | Chicago Fire | 0                                                      | 2                                                      | 2                                                      |                                                        |  |             |                                                     |                                                     |                                                     |                                                     |  |
|  |                                                        |                                                        | Saprissa                                               | 2                                                      | 1 | 3            |                                                        |                                                        |                                                        |                                                        |  |             |                                                     |                                                     |                                                     |                                                     |  |
|  | Pachuca                                                | 0                                                      | Saprissa                                               | 2                                                      | 1 | 3            | 2                                                      | 2 (0)                                                  |                                                        |                                                        |  |             |                                                     |                                                     |                                                     |                                                     |  |
|  | Pachuca                                                | 0                                                      |                                                        |                                                        |   |              |                                                        |                                                        |                                                        |                                                        |  |             |                                                     |                                                     |                                                     |                                                     |  |
|  | Saprissa (p.)                                          | 2                                                      | 0                                                      | 2 (3)                                                  |   |              |                                                        |                                                        |                                                        |                                                        |  |             |                                                     |                                                     |                                                     |                                                     |  |
|  | Saprissa (p.)                                          | 2                                                      | 0                                                      | 2 (3)                                                  |   |              |                                                        |                                                        |                                                        |                                                        |  |             |                                                     |                                                     |                                                     |                                                     |  |
|  |                                                        |                                                        |                                                        |                                                        |   |              |                                                        |                                                        |                                                        |                                                        |  |             |                                                     |                                                     |                                                     |                                                     |  |

### Cuartos de final

#### Monterrey - FAS
| 17 de marzo de 2004 | C. D. FAS | 0:0 | C. F. Monterrey | Estadio Cuscatlán, San Salvador |  |
|                     |           |     |                 | Árbitro(s): Roberto Moreno      |  |

| 24 de marzo de 2004 | C. F. Monterrey                                                        | 4:1 (1:0) (Global 4:1) | C. D. FAS            | Estadio Tecnológico, Monterrey                          |                                                         |
|                     | - Guillermo Franco 12', 81' - Hashim Suárez 76' - Ismael Rodríguez 86' |                        | - Williams Reyes 89' | Asistencia: 20.000 espectadores Árbitro(s): Kevin Stott | Asistencia: 20.000 espectadores Árbitro(s): Kevin Stott |

#### San Jose Earthquakes - Alajuelense
| 17 de marzo de 2004, 20:00 (UTC-6) | L. D. Alajuelense                                                      | 3:0 (2:0) | San Jose Earthquakes | Estadio Morera Soto, Alajuela   |                                 |
|                                    | - Erick Scott 10' - Froylán Ledezma 13' - Luis Diego Arnáez 61' (pen.) | Reporte   |                      | Árbitro(s): José Benigno Pineda | Árbitro(s): José Benigno Pineda |

| 24 de marzo de 2004, 20:00 (UTC-8) | San Jose Earthquakes | 1:0 (0:0) (Global 1:3) | L. D. Alajuelense | Spartan Stadium, San José, California                      |                                                            |
|                                    | - Brian Mullan 89'   | Reporte                |                   | Asistencia: 5.130 espectadores Árbitro(s): Gilberto Alcalá | Asistencia: 5.130 espectadores Árbitro(s): Gilberto Alcalá |

#### Chicago Fire - San Juan Jabloteh
| 17 de marzo de 2004 | San Juan Jabloteh                                  | 5:2 (3:1) | Chicago Fire                                | Estadio Hasely Crawford, Puerto España                       |                                                              |
|                     | - Cornell Glen 8', 12', 37' - Kerry Noray 52', 74' |           | - Ancil Elcock 40' (a.g.) - Justin Mapp 88' | Asistencia: 5.083 espectadores Árbitro(s): Peter Prendergast | Asistencia: 5.083 espectadores Árbitro(s): Peter Prendergast |

| 24 de marzo de 2004 | Chicago Fire                                                   | 4:0 (1:0) (Global 6:5) | San Juan Jabloteh | Soldier Field, Chicago, Illinois                       |                                                        |
|                     | - Damani Ralph 4' - Dipsy Selolwane 51', 62' - Chris Armas 90' |                        |                   | Asistencia: 6.123 espectadores Árbitro(s): Olger Mejía | Asistencia: 6.123 espectadores Árbitro(s): Olger Mejía |

#### Pachuca - Saprissa
| 17 de marzo de 2004, 20:00 (UTC-6) | Deportivo Saprissa                      | 2:0 (1:0) | C. F. Pachuca | Estadio Nacional, San José |                         |
|                                    | - Wilson Muñoz 33' - Álvaro Saborío 86' | Reporte   |               | Árbitro(s): Nery Alfaro    | Árbitro(s): Nery Alfaro |

| 24 de marzo de 2004, 20:00 (UTC-6) | C. F. Pachuca                                    | 2:0 (2:0, 1:0) (0:3 p.)(Global 2:2) | Deportivo Saprissa                                                   | Estadio Hidalgo, Pachuca                                   |                                                            |
|                                    | - Gabriel Álvez 30', 48'                         | Reporte                             |                                                                      | Asistencia: 8.000 espectadores Árbitro(s): Bogdan Stanescu | Asistencia: 8.000 espectadores Árbitro(s): Bogdan Stanescu |
|                                    |                                                  | Tiros desde el punto penal          |                                                                      |                                                            |                                                            |
|                                    | - Francisco Gabriel - Sergio Santana - Claudinho |                                     | - Ronald González - Walter Centeno - Álvaro Saborío - Reynaldo Parks |                                                            |                                                            |

### Semifinales

#### Monterrey - Alajuelense
| 14 de abril de 2004, 20:00 (UTC-6) | L. D. Alajuelense | 1:0 (1:0) | C. F. Monterrey | Estadio Morera Soto, Alajuela   |                                 |
|                                    | - Bryan Ruiz 3'   | Reporte   |                 | Árbitro(s): José Benigno Pineda | Árbitro(s): José Benigno Pineda |

| 21 de abril de 2004, 19:30 (UTC-6) | C. F. Monterrey    | 1:1 (1:0, 0:0) (0:1 t. s.)(Global 1:2) | L. D. Alajuelense        | Estadio Tecnológico, Monterrey                              |                                                             |
|                                    | - Sergio Pérez 90' | Reporte                                | - Michael Rodríguez 116' | Asistencia: 20.000 espectadores Árbitro(s): Rodolfo Sibrián | Asistencia: 20.000 espectadores Árbitro(s): Rodolfo Sibrián |

#### Chicago Fire - Saprissa
| 14 de abril de 2004, 20:00 (UTC-6) | Deportivo Saprissa                    | 2:0 (0:0) | Chicago Fire | Estadio Nacional, San José                               |                                                          |
|                                    | - Andrés Núñez 49' - Alonso Solís 71' | Reporte   |              | Asistencia: 4.126 espectadores Árbitro(s): Carlos Batres | Asistencia: 4.126 espectadores Árbitro(s): Carlos Batres |

| 21 de abril de 2004, 18:30 (UTC-6) | Chicago Fire                         | 2:1 (0:1) (Global 2:3) | Deportivo Saprissa | Soldier Field, Chicago, Illinois                           |                                                            |
|                                    | - Andy Williams 54' - Jim Curtin 85' | Reporte                | - Alonso Solís 10' | Asistencia: 7.126 espectadores Árbitro(s): Gilberto Alcalá | Asistencia: 7.126 espectadores Árbitro(s): Gilberto Alcalá |

### Final

#### Alajuelense - Saprissa
| 5 de mayo de 2004, 19:00 (UTC-6) | Deportivo Saprissa | 1:1 (0:1) | L. D. Alajuelense  | Estadio Rosabal Cordero, Heredia |                           |
|                                  | - Alonso Solís 60' | Reporte   | - Wilmer López 32' | Árbitro(s): Carlos Batres        | Árbitro(s): Carlos Batres |

| 12 de mayo de 2004, 20:00 (UTC-6) | L. D. Alajuelense                                                    | 4:0 (3:0) (Global 5:1) | Deportivo Saprissa | Estadio Morera Soto, Alajuela                                   |                                                                 |
|                                   | - Froylán Ledezma 6' - Alejandro Alpízar 24', 40' - Wilmer López 76' | Reporte                |                    | Asistencia: 13.000 espectadores Árbitro(s): José Benigno Pineda | Asistencia: 13.000 espectadores Árbitro(s): José Benigno Pineda |

#### Final - ida
| 35    | POR   | José Francisco Porras  |     |
| 20    | DEF   | Douglas Sequeira       | 74' |
| 21    | DEF   | Reynaldo Parks         |     |
| 18    | DEF   | Jervis Drummond        |     |
| 23    | DEF   | Try Benneth            |     |
| 29    | DEF   | Juan Bautista Esquivel |     |
| 17    | MED   | José Luis López        |     |
| 8     | MED   | Walter Centeno         | 87' |
| 7     | MED   | Wilson Muñoz           | 60' |
| 26    | DEL   | Gerald Drummond        |     |
| 24    | DEL   | Álvaro Saborío         |     |
| D. T. | D. T. | Hernán Medford         |     |

| 23    | POR   | Ricardo González  |     |
| 3     | DEF   | Luis Marín        |     |
| 25    | DEF   | Michael Rodríguez |     |
| 15    | DEF   | Harold Wallace    |     |
| 12    | DEF   | Esteban Sirias    |     |
| 5     | MED   | Luis Diego Arnáez |     |
| 27    | MED   | Pablo Gabas       | 76' |
| 6     | MED   | Wilmer López      |     |
| 17    | MED   | Steven Bryce      |     |
| 31    | DEL   | Alejandro Alpízar | 85' |
| 21    | DEL   | Froylán Ledezma   |     |
| D. T. | D. T. | Javier Delgado    |     |

| 10 | Delantero      | Alonso Solís     | 60' |
| 3  | Defensa        | Víctor Cordero   | 74' |
| 19 | Centrocampista | Randall Azofeifa | 87' |

| 4 | Defensa   | Christian Montero | 76' |
|   | Delantero | Víctor Núñez      | 85' |

| 60' | Alonso Solís | 1:1 |

| 32' | Wilmer López | 0:1 |

| Amonestado | Walter Centeno |

| Amonestado · Amonestado · Amonestado | Luis Diego Arnáez Wilmer López Víctor Núñez |

| Principal  | Carlos Batres    |
| Asistentes | Efraín Rodríguez |
|            | Luis Román       |

| 35    | POR   | José Francisco Porras  |     |
| 20    | DEF   | Douglas Sequeira       | 74' |
| 21    | DEF   | Reynaldo Parks         |     |
| 18    | DEF   | Jervis Drummond        |     |
| 23    | DEF   | Try Benneth            |     |
| 29    | DEF   | Juan Bautista Esquivel |     |
| 17    | MED   | José Luis López        |     |
| 8     | MED   | Walter Centeno         | 87' |
| 7     | MED   | Wilson Muñoz           | 60' |
| 26    | DEL   | Gerald Drummond        |     |
| 24    | DEL   | Álvaro Saborío         |     |
| D. T. | D. T. | Hernán Medford         |     |

| 23    | POR   | Ricardo González  |     |
| 3     | DEF   | Luis Marín        |     |
| 25    | DEF   | Michael Rodríguez |     |
| 15    | DEF   | Harold Wallace    |     |
| 12    | DEF   | Esteban Sirias    |     |
| 5     | MED   | Luis Diego Arnáez |     |
| 27    | MED   | Pablo Gabas       | 76' |
| 6     | MED   | Wilmer López      |     |
| 17    | MED   | Steven Bryce      |     |
| 31    | DEL   | Alejandro Alpízar | 85' |
| 21    | DEL   | Froylán Ledezma   |     |
| D. T. | D. T. | Javier Delgado    |     |

| 10 | Delantero      | Alonso Solís     | 60' |
| 3  | Defensa        | Víctor Cordero   | 74' |
| 19 | Centrocampista | Randall Azofeifa | 87' |

| 4 | Defensa   | Christian Montero | 76' |
|   | Delantero | Víctor Núñez      | 85' |

| 60' | Alonso Solís | 1:1 |

| 32' | Wilmer López | 0:1 |

| Amonestado | Walter Centeno |

| Amonestado · Amonestado · Amonestado | Luis Diego Arnáez Wilmer López Víctor Núñez |

| Principal  | Carlos Batres    |
| Asistentes | Efraín Rodríguez |
|            | Luis Román       |

| 35    | POR   | José Francisco Porras  |     |
| 20    | DEF   | Douglas Sequeira       | 74' |
| 21    | DEF   | Reynaldo Parks         |     |
| 18    | DEF   | Jervis Drummond        |     |
| 23    | DEF   | Try Benneth            |     |
| 29    | DEF   | Juan Bautista Esquivel |     |
| 17    | MED   | José Luis López        |     |
| 8     | MED   | Walter Centeno         | 87' |
| 7     | MED   | Wilson Muñoz           | 60' |
| 26    | DEL   | Gerald Drummond        |     |
| 24    | DEL   | Álvaro Saborío         |     |
| D. T. | D. T. | Hernán Medford         |     |

| 23    | POR   | Ricardo González  |     |
| 3     | DEF   | Luis Marín        |     |
| 25    | DEF   | Michael Rodríguez |     |
| 15    | DEF   | Harold Wallace    |     |
| 12    | DEF   | Esteban Sirias    |     |
| 5     | MED   | Luis Diego Arnáez |     |
| 27    | MED   | Pablo Gabas       | 76' |
| 6     | MED   | Wilmer López      |     |
| 17    | MED   | Steven Bryce      |     |
| 31    | DEL   | Alejandro Alpízar | 85' |
| 21    | DEL   | Froylán Ledezma   |     |
| D. T. | D. T. | Javier Delgado    |     |

| 10 | Delantero      | Alonso Solís     | 60' |
| 3  | Defensa        | Víctor Cordero   | 74' |
| 19 | Centrocampista | Randall Azofeifa | 87' |

| 4 | Defensa   | Christian Montero | 76' |
|   | Delantero | Víctor Núñez      | 85' |

| 60' | Alonso Solís | 1:1 |

| 32' | Wilmer López | 0:1 |

| Amonestado | Walter Centeno |

| Amonestado · Amonestado · Amonestado | Luis Diego Arnáez Wilmer López Víctor Núñez |

| Principal  | Carlos Batres    |
| Asistentes | Efraín Rodríguez |
|            | Luis Román       |

| 35    | POR   | José Francisco Porras  |     |
| 20    | DEF   | Douglas Sequeira       | 74' |
| 21    | DEF   | Reynaldo Parks         |     |
| 18    | DEF   | Jervis Drummond        |     |
| 23    | DEF   | Try Benneth            |     |
| 29    | DEF   | Juan Bautista Esquivel |     |
| 17    | MED   | José Luis López        |     |
| 8     | MED   | Walter Centeno         | 87' |
| 7     | MED   | Wilson Muñoz           | 60' |
| 26    | DEL   | Gerald Drummond        |     |
| 24    | DEL   | Álvaro Saborío         |     |
| D. T. | D. T. | Hernán Medford         |     |

| 23    | POR   | Ricardo González  |     |
| 3     | DEF   | Luis Marín        |     |
| 25    | DEF   | Michael Rodríguez |     |
| 15    | DEF   | Harold Wallace    |     |
| 12    | DEF   | Esteban Sirias    |     |
| 5     | MED   | Luis Diego Arnáez |     |
| 27    | MED   | Pablo Gabas       | 76' |
| 6     | MED   | Wilmer López      |     |
| 17    | MED   | Steven Bryce      |     |
| 31    | DEL   | Alejandro Alpízar | 85' |
| 21    | DEL   | Froylán Ledezma   |     |
| D. T. | D. T. | Javier Delgado    |     |

| 10 | Delantero      | Alonso Solís     | 60' |
| 3  | Defensa        | Víctor Cordero   | 74' |
| 19 | Centrocampista | Randall Azofeifa | 87' |

| 4 | Defensa   | Christian Montero | 76' |
|   | Delantero | Víctor Núñez      | 85' |

| 60' | Alonso Solís | 1:1 |

| 32' | Wilmer López | 0:1 |

| Amonestado | Walter Centeno |

| Amonestado · Amonestado · Amonestado | Luis Diego Arnáez Wilmer López Víctor Núñez |

| Principal  | Carlos Batres    |
| Asistentes | Efraín Rodríguez |
|            | Luis Román       |

#### Final - vuelta
| -     | POR   | Wardy Alfaro      |     |
| 3     | DEF   | Luis Marín        |     |
| 25    | DEF   | Michael Rodríguez |     |
| 15    | DEF   | Harold Wallace    |     |
| 12    | DEF   | Esteban Sirias    |     |
| 5     | MED   | Luis Diego Arnáez |     |
| 27    | MED   | Pablo Gabas       | 55' |
| 6     | MED   | Wilmer López      |     |
| 17    | MED   | Steven Bryce      |     |
| 31    | DEL   | Alejandro Alpízar | 71' |
| 21    | DEL   | Froylán Ledezma   | 79' |
| D. T. | D. T. | Javier Delgado    |     |

| 35    | POR   | José Francisco Porras  |     |
| 20    | DEF   | Douglas Sequeira       |     |
| 21    | DEF   | Reynaldo Parks         |     |
| 18    | DEF   | Jervis Drummond        |     |
| 23    | DEF   | Try Benneth            |     |
| 29    | DEF   | Juan Bautista Esquivel |     |
| 17    | MED   | José Luis López        |     |
| 10    | MED   | Alonso Solís           | 59' |
| 7     | MED   | Wilson Muñoz           |     |
| 26    | DEL   | Gerald Drummond        | 72' |
| 24    | DEL   | Álvaro Saborío         | 65' |
| D. T. | D. T. | Hernán Medford         |     |

| 10 | Centrocampista | Pablo Izaguirre | 55' |
| 9  | Centrocampista | Bryan Ruiz      | 71' |
|    | Delantero      | Víctor Núñez    | 79' |

| 6  | Centrocampista | José Francisco Alfaro | 59' |
|    | Delantero      | Erick Corrales        | 65' |
| 28 | Delantero      | Kenneth Vargas        | 72' |

| 6' · 24' · 40' · 76' | Froylán Ledezma Alejandro Alpízar Wilmer López | 1:0 2:0 3:0 4:0 |

| 49' · 73' | Steven Bryce Michael Rodríguez |

| 46' | Douglas Sequeira |

| 51' | José Luis López |

| Principal  | José Benigno Pineda |
| Asistentes | Erick Mora          |
|            | Vinicio Brenes      |

| -     | POR   | Wardy Alfaro      |     |
| 3     | DEF   | Luis Marín        |     |
| 25    | DEF   | Michael Rodríguez |     |
| 15    | DEF   | Harold Wallace    |     |
| 12    | DEF   | Esteban Sirias    |     |
| 5     | MED   | Luis Diego Arnáez |     |
| 27    | MED   | Pablo Gabas       | 55' |
| 6     | MED   | Wilmer López      |     |
| 17    | MED   | Steven Bryce      |     |
| 31    | DEL   | Alejandro Alpízar | 71' |
| 21    | DEL   | Froylán Ledezma   | 79' |
| D. T. | D. T. | Javier Delgado    |     |

| 35    | POR   | José Francisco Porras  |     |
| 20    | DEF   | Douglas Sequeira       |     |
| 21    | DEF   | Reynaldo Parks         |     |
| 18    | DEF   | Jervis Drummond        |     |
| 23    | DEF   | Try Benneth            |     |
| 29    | DEF   | Juan Bautista Esquivel |     |
| 17    | MED   | José Luis López        |     |
| 10    | MED   | Alonso Solís           | 59' |
| 7     | MED   | Wilson Muñoz           |     |
| 26    | DEL   | Gerald Drummond        | 72' |
| 24    | DEL   | Álvaro Saborío         | 65' |
| D. T. | D. T. | Hernán Medford         |     |

| 10 | Centrocampista | Pablo Izaguirre | 55' |
| 9  | Centrocampista | Bryan Ruiz      | 71' |
|    | Delantero      | Víctor Núñez    | 79' |

| 6  | Centrocampista | José Francisco Alfaro | 59' |
|    | Delantero      | Erick Corrales        | 65' |
| 28 | Delantero      | Kenneth Vargas        | 72' |

| 6' · 24' · 40' · 76' | Froylán Ledezma Alejandro Alpízar Wilmer López | 1:0 2:0 3:0 4:0 |

| 49' · 73' | Steven Bryce Michael Rodríguez |

| 46' | Douglas Sequeira |

| 51' | José Luis López |

| Principal  | José Benigno Pineda |
| Asistentes | Erick Mora          |
|            | Vinicio Brenes      |

| -     | POR   | Wardy Alfaro      |     |
| 3     | DEF   | Luis Marín        |     |
| 25    | DEF   | Michael Rodríguez |     |
| 15    | DEF   | Harold Wallace    |     |
| 12    | DEF   | Esteban Sirias    |     |
| 5     | MED   | Luis Diego Arnáez |     |
| 27    | MED   | Pablo Gabas       | 55' |
| 6     | MED   | Wilmer López      |     |
| 17    | MED   | Steven Bryce      |     |
| 31    | DEL   | Alejandro Alpízar | 71' |
| 21    | DEL   | Froylán Ledezma   | 79' |
| D. T. | D. T. | Javier Delgado    |     |

| 35    | POR   | José Francisco Porras  |     |
| 20    | DEF   | Douglas Sequeira       |     |
| 21    | DEF   | Reynaldo Parks         |     |
| 18    | DEF   | Jervis Drummond        |     |
| 23    | DEF   | Try Benneth            |     |
| 29    | DEF   | Juan Bautista Esquivel |     |
| 17    | MED   | José Luis López        |     |
| 10    | MED   | Alonso Solís           | 59' |
| 7     | MED   | Wilson Muñoz           |     |
| 26    | DEL   | Gerald Drummond        | 72' |
| 24    | DEL   | Álvaro Saborío         | 65' |
| D. T. | D. T. | Hernán Medford         |     |

| 10 | Centrocampista | Pablo Izaguirre | 55' |
| 9  | Centrocampista | Bryan Ruiz      | 71' |
|    | Delantero      | Víctor Núñez    | 79' |

| 6  | Centrocampista | José Francisco Alfaro | 59' |
|    | Delantero      | Erick Corrales        | 65' |
| 28 | Delantero      | Kenneth Vargas        | 72' |

| 6' · 24' · 40' · 76' | Froylán Ledezma Alejandro Alpízar Wilmer López | 1:0 2:0 3:0 4:0 |

| 49' · 73' | Steven Bryce Michael Rodríguez |

| 46' | Douglas Sequeira |

| 51' | José Luis López |

| Principal  | José Benigno Pineda |
| Asistentes | Erick Mora          |
|            | Vinicio Brenes      |

| -     | POR   | Wardy Alfaro      |     |
| 3     | DEF   | Luis Marín        |     |
| 25    | DEF   | Michael Rodríguez |     |
| 15    | DEF   | Harold Wallace    |     |
| 12    | DEF   | Esteban Sirias    |     |
| 5     | MED   | Luis Diego Arnáez |     |
| 27    | MED   | Pablo Gabas       | 55' |
| 6     | MED   | Wilmer López      |     |
| 17    | MED   | Steven Bryce      |     |
| 31    | DEL   | Alejandro Alpízar | 71' |
| 21    | DEL   | Froylán Ledezma   | 79' |
| D. T. | D. T. | Javier Delgado    |     |

| 35    | POR   | José Francisco Porras  |     |
| 20    | DEF   | Douglas Sequeira       |     |
| 21    | DEF   | Reynaldo Parks         |     |
| 18    | DEF   | Jervis Drummond        |     |
| 23    | DEF   | Try Benneth            |     |
| 29    | DEF   | Juan Bautista Esquivel |     |
| 17    | MED   | José Luis López        |     |
| 10    | MED   | Alonso Solís           | 59' |
| 7     | MED   | Wilson Muñoz           |     |
| 26    | DEL   | Gerald Drummond        | 72' |
| 24    | DEL   | Álvaro Saborío         | 65' |
| D. T. | D. T. | Hernán Medford         |     |

| 10 | Centrocampista | Pablo Izaguirre | 55' |
| 9  | Centrocampista | Bryan Ruiz      | 71' |
|    | Delantero      | Víctor Núñez    | 79' |

| 6  | Centrocampista | José Francisco Alfaro | 59' |
|    | Delantero      | Erick Corrales        | 65' |
| 28 | Delantero      | Kenneth Vargas        | 72' |

| 6' · 24' · 40' · 76' | Froylán Ledezma Alejandro Alpízar Wilmer López | 1:0 2:0 3:0 4:0 |

| 49' · 73' | Steven Bryce Michael Rodríguez |

| 46' | Douglas Sequeira |

| 51' | José Luis López |

| Principal  | José Benigno Pineda |
| Asistentes | Erick Mora          |
|            | Vinicio Brenes      |

| Trofeo copa de campeones Concacaf |
| Campeón L. D. Alajuelense         |
| 2° título                         |

## Estadísticas

### Máximos goleadores
| Pos. | Jugador           | Equipo               | Goles |
| ---- | ----------------- | -------------------- | ----- |
| 1    | Alonso Solís      | Deportivo Saprissa   | 3     |
| 1    | Cornell Glen      | San Juan Jabloteh    | 3     |
| 3    | Gabriel Álvez     | C. F. Pachuca        | 2     |
| 3    | Dipsy Selolwane   | Chicago Fire         | 2     |
| 3    | Kerry Noray       | San Juan Jabloteh    | 2     |
| 3    | Guillermo Franco  | C. F. Monterrey      | 2     |
| 3    | Froylán Ledezma   | L. D. Alajuelense    | 2     |
| 3    | Wilmer López      | L. D. Alajuelense    | 2     |
| 3    | Alejandro Alpízar | L. D. Alajuelense    | 2     |
| 10   | Bryan Ruiz        | L. D. Alajuelense    | 1     |
| 10   | Erick Scott       | L. D. Alajuelense    | 1     |
| 10   | Luis Diego Arnáez | L. D. Alajuelense    | 1     |
| 10   | Michael Rodríguez | L. D. Alajuelense    | 1     |
| 10   | Brian Mullan      | San Jose Earthquakes | 1     |
| 10   | Sergio Pérez      | C. F. Monterrey      | 1     |
| 10   | Hashim Suárez     | C. F. Monterrey      | 1     |
| 10   | Ismael Rodríguez  | C. F. Monterrey      | 1     |
| 10   | Williams Reyes    | C. D. FAS            | 1     |
| 10   | Andrés Núñez      | Deportivo Saprissa   | 1     |
| 10   | Álvaro Saborío    | Deportivo Saprissa   | 1     |
| 10   | Wilson Muñoz      | Deportivo Saprissa   | 1     |
| 10   | Ansil Elcock      | Chicago Fire         | 1     |
| 10   | Justin Mapp       | Chicago Fire         | 1     |
| 10   | Damani Ralph      | Chicago Fire         | 1     |
| 10   | Chris Armas       | Chicago Fire         | 1     |
| 10   | Andy Williams     | Chicago Fire         | 1     |
| 10   | Jim Curtin        | Chicago Fire         | 1     |